# 平克尼 (密歇根州)
平克尼（英語：Pinckney）是位於美國密歇根州利文斯頓縣帕特南鎮區的一個村。

## 人口
根據2020年美國人口普查的數據，平克尼的面積為4.33平方千米，當中陸地面積為4.18平方千米，而水域面積為0.15平方千米。當地共有人口2415人，而人口密度為每平方千米557人。